# BETTANA!!
BETTANA!!（べったな、1990年5月15日 - ）は、日本の俳優。埼玉県出身。血液型はB型。コンプリート☆キッズ所属。

## 人物
- 趣味は映画鑑賞、音楽鑑賞、お酒、寿司。
- 好物は寿司、サーモン、えんがわ。
- 苦手な食べ物はゴーヤ。
- 好きな言葉はThugLife!(ブログのタイトルにもなっている。)

## 出演

### 映画
- 喧嘩上等天下高校（2009年公開） - 高森年男役
- B-ON（2010年2月公開） - 國丸役
- B-ON 美女木兄弟戦争篇（2010年4月公開） - 國丸役
- 学忍（2010年9月公開） - 門前大町役
- B-ON 不良全滅篇（2010年11月公開） - 國丸役
- ブラックスクール 裏黒（2011年7月公開） - 際寺役
- ブラックスクール 黒白（2011年7月公開） - 際寺役
- ブラックスクール 白光（2011年9月公開） - 際寺役
- デスヤンキー中坊篇（2011年9月公開）
- デスヤンキー 高校生篇（2011年11月3日公開）
- デスヤンキー 死闘篇（2011年11月3日公開）
- to-be（2011年12月23日公開）
- G→ON（2012年3月24日公開）
- ワーストギア（2012年4月28日公開）
- ワルガール（2012年6月9日公開）
- 少年ギャング（2012年6月9日公開）
- B→ON「死闘篇」（2012年7月28日公開）- 國丸役
- B→ON「決闘篇」（2012年7月28日公開）- 國丸役
- DOUBLE X（2012年8月26日公開）
- G.F.G 〜ゴールデン・ファンキー・ガール〜（2012年9月29日公開）
- B→ON.R（2012年11月11日公開）- 國丸役
- GANG JUDGE（2012年11月11日公開）
- ヤンキーロード〜10人のヤンキー（2013年2月16日公開）
- ローリングQ（2013年2月16日公開）
- ごくやん〜極道ヤンキーティーチャー（2013年3月30日公開）- 伊勢次郎丸役
- BEN BEN（2013年6月15日公開）
- BEN BEN ZERO~爆裂ヤンキー伝（2013年6月15日公開）
- デッド・ヤンキー・デッド（2013年8月24日公開）
- WELLDONE〜極道兄弟（2013年8月24日公開）
- BOMBER~ヤンキーポリス（2013年10月12日公開）
- 喧嘩請負人（2013年12月14日公開）
- DEMOLITION（2013年12月14日公開）

### テレビ
- 明日の光をつかめ2（2011年7月、東海テレビ）第5,6,9,14話

### CM
- ハンゲーム「FIGHTERS CLUB」（2012年）